# شپش ماهی
به جانواران خانوادهٔ شپش‌ماهیان (انگلیسی: Argulidae) شِپِشِ ماهی گفته می‌شود. شپش‌ماهیان خانواده‌ای از سخت‌پوستان انگلی هستند که موقعیت تبارشناختی‌شان در میان آرواره‌پایان نامشخص است.
اگرچه تصور می‌شود که کالبد آن‌ها شکلی اولیه دارد، اما هیچ پیشینه سنگواره‌ای از شپش‌ماهیان یافت نشده‌است.
شپش‌ماهیان تنها خانواده از راسته شپش‌ماهی‌واران (Arguloida و گاه Arguloidea) هستند، اگرچه خانواده دومی به نام Dipteropeltidae نیز در این راسته پیشنهاد شده‌است.